# 아우레 아티카
오르 아티카(Aure Atika, 1970년 7월 12일 ~ )는 프랑스의 배우이다.

## 출연 작품
- 언틸 더 버즈 리턴 (2017)
- 대드 인 트레이닝 (2015)
- 폴스 무브먼트 (2014)
- 파파 워즈 낫 어 롤링 스톤 (2014)
- 러브 인 프로방스 (2014)
- 내가 속인 진실 3 (2012)
- 끝없는 세상 (2012)
- 다시, 사랑을 꿈꾸다 (2012)
- 플레이 잇 라이크 고다르 (2011)
- 코파카바나 (2010)
- 마드무아젤 샹봉 (2009)
- 베르사유 (2008)
- 하루, 48시간 (2008)
- 아티스트의 삶 (2007)
- 비포 더 스톰 (2007)
- 어둠 속의 공포 (2007)
- 꼬메 티 에스 벨레 (2006)
- 쓰나미 (2006)
- OSS 117 : 카이로 - 스파이의 둥지 (2006)
- 내 심장이 건너뛴 박동 (2005)
- 쓰리 댄싱 슬라브스 (2004)
- 내가 속인 진실 2 (2001)
- 내가 속인 진실 (1997)
- 공화당 만세 (1997)